# باس ليمبي
باس ليمبي هي إحدى  مدن هايتي. يبلغ عدد سكانها 15,695 نسمة وذلك حسب إحصائيات سنة 2003. يبلغ ارتفاع المدينة عن سطح البحر قرابة 0 متر.